# Кошмар на вулиці В'язів (фільм, 1984)
«Кошмар на вулиці В'язів» (англ. A Nightmare on Elm Street) — американський фільм жахів 1984 року режисера Веса Крейвена. Заснував однойменну серію фільмів, а в 2010 році отримав ремейк. Українською фільм озвучено студією «1+1» як «Жах на вулиці В'язів» (2000)
Фільм зображає історію групи старшокласників, яким сниться той самий кошмар про потворного вбивцю з лезами на рукавиці. Сни з ним загадковим чином мають наслідки в реальності. Школярі намагаються з'ясувати хто цей чоловік і чому полює саме на них.

## Сюжет
Старшокласниці Тіні Грей вже багато разів поспіль сниться кошмар, де чоловік з обпеченим обличчям і лезами на пальцях переслідує її. При цьому коли вона прокидається, на нічній сорочці лишаються порізи. Вона розповідає про це своїй подрузі Ненсі, котра зізнається, що бачить той самий кошмар. Мати Тіни мусить на кілька днів поїхати, дівчина боїться спати сама, тому в неї ночують її хлопець Род Лейн, Ненсі та її хлопець Глен Ланц. Ненсі згадує пісеньку, де співається про таємничого чоловіка Фредді, котрий забирає дітей.
Тіні сниться, що потворний чоловік нападає на неї на задньому дворі її будинку. Завдані ним рани цього разу виникають на її тілі насправді, тож Тіна гине. Род тікає і його заарештовують за підозрою у вбивстві. Ненсі засинає на уроці і уві сні опиняється в школі, де бачить Тіну, котра перетворюється на обпеченого чоловіка. Ненсі вдається прокинутися, приклавши руку до розпеченої труби в котельні. Дорогою додому вона помічає на руці опік.
Ненсі вирушає до поліцейського відділку, де Род повідомляє, що юнак бачив той самий сон. Приймаючи вдома ванну, вона засинає і з-під води з'являється рукавиця з лезами, а ванна перетворюється на бездонну. Слова матері, що була неподалік, отямлюють дівчину і вона рятується. Пізно ввечері Глен, який живе в будинку навпроти, пробирається до неї в спальню, і Ненсі просить його постояти на варті, поки вона спатиме. Уві сні вона бачить Рода в камері, куди пробирається страшний чоловік, однак дзвінок будильника перериває кошмар. Ненсі з Гленом передчувають, що Род у небезпеці. Коли вони прибувають до дільниці, Род виявляється задушеним простирадлом.
Після похорону Рода і Тіни мати Ненсі відвозить доньку до клініки. Там лікарі беруться дослідити її сни. Коли дівчину будять від чергового кошмару, на її тілі виникають рани, а в руках опиняється капелюх обпеченого чоловіка, який вона встигла схопити. Всередині капелюха виявляється нашивка «Фред Крюгер». Ненсі допитується у матері хто це, та вона говорить, що це не може бути Крюгер, адже він давно помер. Глен розповідає Ненсі про усвідомлені сни, в яких зусиллям волі можна усвідомити нереальність сну та керувати ним.
Коли Ненсі повертається додому, то бачить на вікнах ґрати, встановлені за бажанням її матері аби крізь вікно не вдерся зловмисник. Вона відводить Ненсі до підвалу, де показує рукавицю з лезами та розповідає, що Фред Крюгер був сторожем у котельні, куди заманював дітей і вбивав їх. Тринадцять років тому Крюгера спіймали, але відпустили за браком доказів. Батьки вбитих дітей, серед яких були батьки Ненсі і її друзів, вчинили самосуд: замкнули Крюгера в котельні і спалили живцем. Ненсі розуміє, що дух Крюгера мстить дітям його вбивць, нападаючи уві сні.
Не спавши понад п'ять діб, Ненсі вирішує витягнути Крюгера зі сну в реальність, де його можна буде знищити. Вона домовляється із Глен заночувати в неї та що Глен викличе поліцію, щойно Крюгер виникне насправді. Однак Ненсі не може вийти з дому, позаяк мати не дає ключів. Ненсі просить прийти Глена, але він невчасно засинає і Крюгер вбиває його.
Ненсі наважується зателефонувати своєму батькові Дональду, розповідає про Крюгера й просить зламати двері в будинку. Сама вона розставляє пастки, щоб убити Фреда, якщо він опиниться поряд. Схопивши уві сні Крюгера, дівчина прокидається за підлаштованим дзвінком будильника та витягує маніяка до реальності. Той потрапляє до пасток, а невдовзі приходить батько. Вони з Ненсі бачать як Крюгер, схопивши матір, провалюється з нею крізь ліжко. Крюгер вилазить назад, але Ненсі каже, що він — лише сон, і Фред зникає.
Наступного дня за Ненсі приїжджають Глен з Тіною і Родом. Ненсі сідає до них у авто, що везе їх під регіт Крюгера туманною дорогою. Мати, посміхаючись, проводжає доньку, рука Фреда затягує її до будинку, а в цей час лунає дитяча пісенька.

## У ролях
| Актор                | Роль                      |
| -------------------- | ------------------------- |
| Джон Сексон          | лейтенант Дональд Томпсон |
| Роні Блейклі         | Мардж Томпсон             |
| Хезер Ленгенкемп     | Ненсі Томпсон             |
| Аманда Вайсс         | Крістіна «Тіна» Грей      |
| Хсу Гарсіа           | Род Лейн                  |
| Джонні Депп          | Глен Ланц                 |
| Чарльз Флайшер       | доктор Кінг               |
| Джозеф Віпп          | сержант Паркер            |
| Роберт Інглунд       | Фред «Фредді» Крюгер      |
| Лін Шей              | викладач                  |
| Джо Ангер            | сержант Гарсія            |
| Мімі Крейвен         | медсестра                 |
| Джек Ши              | священик                  |
| Ед Колл              | містер Ланц               |
| Сенді Ліптон         | місіс Ланц                |
| Девід Ендрюс         | майстер                   |
| Джефф Лівайн         | коронер                   |
| Донна Вудрум         | мати Тіни                 |
| Шешоні Холл          | поліцейський 1            |
| Керол Прітікін       | поліцейський 2            |
| Брайан Різ           | поліцейський 3            |
| Еш Едамс             | серфінгіст 1              |
| Дон Ханна            | серфінгіст 2              |
| Леслі Хоффман        | охоронець                 |
| Пол Гренье           | приятель мами Тіни        |
| Джон Річард Петерсен | Джон, хлопець в класі     |
| Антоніа Янноулі      | дівчина на уроці          |

## Зйомки
За словами Веса Крейвена, ідея фільму виникла після того, як він прочитав кілька газетних статей про групу молодих камбоджійців, померлих від нічних кошмарів. Молоді люди відмовлялися спати настільки довго, наскільки це було можливим. Коли вони, зрештою, засинали від виснаження організму, то прокидалися з криками і помирали від серцевого нападу. Крейвен стверджував, що назвав Фредді Крюгера за ім'ям хлопця, який знущався над ним у школі. Спочатку Вес Крейвен задумував Фредді Крюгера «мовчазним» серійним вбивцею на кшталт Джейсона Вурхіса і Майкла Майєрса. Однак при розробці проекту, а також завдяки численним продовженням, Фредді перетворився на балакучого маніяка з чорним почуттям гумору. Вес створив зовнішність Фредді на основі спотвореного бездомного, який налякав його в дитинстві. Початково зовнішність Фредді Крюгера замислювалася більш огидною. Наприклад, його зуби можна було бачити через тонку шкіру щелепи, повинні були бути видно кістки черепа. Однак творцям фільму довелося відмовитися від даної концепції, тому що таку зовнішність неможливо було створити за допомогою гриму, а технології того часу не дозволяли використовувати правдоподібні спецефекти. Вес Крейвен спеціально вибрав для Фредді светр червоно-зеленого відтінку, тому що прочитав, що людському оку важко сприймати разом дані кольори. За словами Інглунда, під час створення образу Фредді він надихався грою таких акторів як Клаус Кінскі і Джеймс Кегні. Сценарій фільму був готовий ще в 1981 році, але жодна кіностудія не була зацікавлена в його реалізації. «Кошмар на вулиці В'язів» став першим фільмом, знятим на студії New Line Cinema. До цього New Line була дистриб'ютором картин інших студій. Попри назву, глядач може помітити слова «вулиця В'язів» лише в початкових і фінальних титрах. Протягом усього фільму жодного разу не вимовляється дане словосполучення.
На роль Ненсі Томпсон пробувалися близько 200 акторок, включаючи Дженніфер Грей, Демі Мур, Кортні Кокс і Трейсі Голд. Джонні Депп потрапив на проби фільму абсолютно випадково, прийшовши за компанію разом зі своїм другом Джекі Ерл Хейлі. Побачивши Джонні, Крейвен запропонував йому почитати роль Глена. Джозеф Віпп, який зіграв сержанта Паркера, згодом виконав роль шерифа Берка в «Крику» (1996) Веса Крейвена.
Під час зйомок, дистриб'ютор фільму розірвав контракт з New Line. В результаті члени знімальної групи пропрацювали два тижні безкоштовно доти, доки не був знайдений новий дистриб'ютор. Протягом тимчасового безгрошів'я жодна людина не покинула проект. Дружина Веса Крейвена, Мімі Крейвен зіграла медсестру, яка присутня під час дослідження снів Ненсі.
Для зйомок сцени з гейзером крові кінематографісти використовували ту ж саму обертову декорацію, яка була застосована для зйомок смерті Тіни. Кімнату перевернули догори дригом, разом з камерою, що створило ефект нормального розташування кімнати. Потім до кімнати вилили кілька галонів води, пофарбованої в червоний колір. Для даної сцени не підходила звичайна бутафорська кров, оскільки, використовуючи її, було неможливо створити гейзер. Під час зйомок цієї сцени кімнату почали перевертати в неправильному напрямку, що призвело до розбризкування бутафорської крові по всьому знімальному майданчику і загального хаосу. До того ж, у павільйоні вимкнулася електрика, і, за словами Крейвена, знімальна група, покрита з голови до ніг кров'ю, провела деякий час в цілковитій темряві. Ванна Ненсі була герметично встановлена зверху спеціального резервуара, вбудованого в підлогу, з вирізаною частиною для ванни, щоб створити ілюзію її раптового поглибшання.
Цей фільм врятував студію New Line Cinema від банкрутства, зібравши $25 млн при кошторисі в $1,8 млн. Згодом студію почали жартома називати «домом, який збудував Фредді».

## Зв'язок з іншими творами
- Для того щоб не заснути, Ненсі дивиться фільм «Зловісні мерці» (1981). Однак вона дивиться не сам фільм, а радше театральний трейлер.
- У фільмі можна помітити розірваний постер «Зловісних мерців» (1981).
- Оригінальна рукавичка Фредді також використовувалася в іншому фільмі, але потім була загублена. Згідно з коментарями на DVD, оригінальну рукавичку можна помітити у фільмі «Зловісні мерці 2» (1987).
- Вес Крейвен допоміг Шону Каннінгему зняти кілька сцен для «П'ятниці 13» (1980). У свою чергу, Шон зняв кілька сцен для фільму Веса.
- У серіалі «Just the Ten of Us» (1988—1990) Хезер Ленгенкемп говорить про іржавий ніж на стільничці: «Виглядає, як щось із „Жаху на вулиці В'язів“».
- У сцені, де гине Глен (Джонні Депп), над його ліжком висить постер альбому групи «Rush» — «Grace Under Pressure».

## Інше
- 4 квітня 2007, британець Джейсон Мур був засуджений до тюремного ув'язнення після того, як напав на свого друга з рукавичкою з кігтями, дуже схожою на ту, що носить Фредді. За визнанням психіатрів, тридцятисемирічний Мур був фанатом Фредді і його вигаданих злочинів. Він переглядав фільм безліч разів, і навіть безпосередньо перед нападом. Детектив, який розслідував цю справу, заявив, що знаряддя Мура — «найстрашніше знаряддя з тих, що він коли-небудь бачив».